# جیردک
جیردک (به لاتین: Cirdək) یک منطقه مسکونی در جمهوری آذربایجان است که در شهرستان تووز واقع شده است. جیردک ۲۸۵ نفر جمعیت دارد.